# Viktor Erdős
Viktor Erdős est un joueur d'échecs hongrois né le 2 septembre 1987 à Békéscsaba. Champion de Hongrie en 2011, il a le titre de grand maître international depuis 2007. 
Au 1er juillet 2021, il est le septième joueur hongrois avec un classement Elo de 2 614 points.

## Palmarès
Viktor Erdős a remporté le championnat du monde des moins de 14 ans en 2001, devant Hikaru Nakamura
Il a remporté le championnat de Hongrie de 2011 et le tournoi d'échecs de Sarajevo de 2012. En 2013, il finit quatrième du tournoi de Sarajevo.
Lors de la Coupe du monde d'échecs 2017, il bat l'Égyptien Bassem Amin au premier tour, puis perd face à Peter Svidler au deuxième tour. Lors de la Coupe du monde d'échecs 2021, il bat le Turkmène Saparmyrat Atabayev au premier tour, puis est battu par Matthias Blübaum au deuxième tour.

## Compétitions par équipe
Viktor Erdős  a été sélectionné lors des Championnats du monde par équipe de 2011 (il ne joua qu'une partie) et 2015 (il jouait au deuxième échiquier et la Hongrie finit sixième).
En 2013, il joua au premier échiquier de l'équipe de Hongrie lors du championnat d'Europe par équipe de 2013 et la Hongrie finit cinquième de la compétition.